# Музыкальный издатель
Музыка́льный изда́тель — юридическое или физическое лицо, осуществляющее материально-техническое обеспечение производства (подготовку, производство и выпуск в печатном или электронном виде) музыкальных произведений (нот и звукозаписей). Музыкальным издателем также называется владелец музыкального издательства.
В музыкальной индустрии издатель является источником доходов для композиторов, которые предоставляют свои произведения для публикации за вознаграждение. При этом права на произведение передаются издательству, которое осуществляет лицензирование, контролирует исполнение лицензий и собирает положенные выплаты, после чего передаёт условленную часть авторам. Также издатель отвечает за рекламную поддержку, осуществляет комиссионные сборы за исполнение произведений и использование их в производных произведениях кинематографа или телевидения.